# 神々の詩
『神々の詩』（かみがみのうた）は、1997年10月12日から2000年3月19日までTBS系列で毎週日曜20:00 - 20:54に放送されていた紀行番組である。日本生命の一社提供番組「ニッセイワールドドキュメント」シリーズの第4作。

## 概要
世界各地の自然や文化を紹介する。都会的な事象をテーマにすることは少ない。ある国の戦後の惨状を紹介するなど、戦争について間接的に扱った回もある。
リポーターはおらずスタジオ収録もなく現地の映像のみである。ナレーションは毎回異なるタレントを起用している。オープニングとエンディングにはその回のテーマを基に高良留美子の作った詩が読み上げられる。曲の『神々の詩』の歌詞は縄文語をイメージしている。
オープニング（タイトルグラフィック）制作はイクイティエンタテインメントが担当。
テーマ曲は姫神作曲の『神々の詩』。
本番組の終了後、『ニッセイワールドドキュメント』枠は日曜18時台後半に移動となった。